# Маккей, Алистер
А́листер Форбс Макке́й (англ. Alistair Forbes Mackay, 1878—1914) — шотландский путешественник, военный врач. Наиболее известен как участник экспедиции Шеклтона в Антарктиду, во время которой в команде австралийских геологов Дэвида и Моусона достиг Южного магнитного полюса.
Получил медицинское образование в Эдинбургском университете, как вольноопределяющийся участвовал в пяти кампаниях Англо-бурской войны. Был награждён Южноафриканской медалью королевы. В 1902—1906 годах служил в Королевском военно-морском флоте судовым врачом, из-за нелюдимости и склонности к запоям сменил пять кораблей. Был принят в экспедицию Шеклтона, в которой сначала отвечал за лошадей, на которых планировалось достигнуть Южного полюса. Вместе с австралийскими геологами профессором Эджуортом Дэвидом и его учеником Дугласом Моусоном в октябре 1908 — феврале 1909 года осуществил первое достижение Южного магнитного полюса (16 января 1909 года). Во время путешествия конфликтовал с главой походной партии Дэвидом. Был награждён Полярной медалью. После возвращения в Шотландию некоторое время служил судовым врачом в торговом флоте, но также не смог удержаться на должности.
Погиб во время Канадской арктической экспедиции после крушения её флагмана — британтины «Карлук». 5 февраля 1914 года группа из четырёх путешественников, возглавляемых Маккеем, выступила в неподготовленный поход на остров Врангеля. Последний раз сильно изнурённых людей видели 15 февраля в двадцати милях от острова Геральд, дальнейшая их судьба осталась неизвестной. 5 июля 1921 года Алистер Маккей был юридически признан покойным.
Имя Маккея осталось на географической карте, он постоянно упоминался в историях полярных путешествий. Первая биография полярника была опубликована в 2008 году.

## Происхождение. Военная служба
Алистер Маккей был одним из семи детей полковника Форбса Маккея, служившего в 92-м Гордонском полку. Соединение располагалось в Аргайлшире. О частной жизни и личности Алистера мало что известно, хотя он рано проявил себя как обладатель беспокойного характера и буйного темперамента, и был склонен к перемене мест. Он был высокого роста, крепкого телосложения, в своих убеждениях проявлял упрямство, иногда демонстрировал своеобразное чувство юмора. Из сохранившейся частной переписки известно, что он никогда не был женат и никогда не имел серьёзных отношений с женщинами, но также никогда ни с кем не поддерживал и прочных дружеских связей. Отец его умер во время пребывания Алистера в Антарктиде.
Школьное образование Маккей получил в Эдинбурге, краткое время изучал биологию в Данди, а затем перевёлся на медицинское отделение Эдинбургского университета. Его научными руководителями были профессоры Патрик Геддес и Дарси Томпсон. После начала англо-бурской войны в январе 1900 года студент-медик вступил в ряды Имперских волонтёров Лондона. В составе добровольческого корпуса он участвовал в военных действиях и караульной службе в феврале — сентябре; осенью 1900 года лондонские волонтёры неожиданно были отозваны в метрополию. Маккей не пожелал возвращаться и перевёлся во вновь формируемый корпус констеблей Баден-Пауэлла, чьей задачей было восстановление и поддержание порядка и законности в тылах Трансвааля и Оранжевого Свободного государства. Наконец, после нескольких месяцев службы Маккей в мае вернулся в Эдинбург и получил степень в университете в конце 1901 года. На войне он получил практический медицинский опыт, в университете во время отпуска удостоился квалификации гражданского врача. Во время службы в корпусе волонтёров Алистер получил травмы, когда его сбросила лошадь; во время восстановления он стал регулярно и помногу употреблять алкоголь, что стало его болезнью до конца жизни. По результатам войны Маккей был награждён Южноафриканской медалью королевы планками за кампании в Капской колонии, Трансваале и Оранжевой республике (в общей сложности, пять). Вступив в ряды Королевского флота в должности военного врача, Маккей сменил пять мест службы. 21 ноября 1902 года он был назначен на плавучий склад в Девонпорте, с апреля 1903 года был переведён на спасательное судно «Research», а в марте 1905 года был назначен на броненосец «Royal Oak», откуда вернулся на девонпортский склад. С сентября 1905 года Маккей служил на канонерской лодке «Dwarf» у западноафриканского побережья. В октябре 1906 года Маккея назначили на учебное судно «Пингвин». Здесь он получил известия об организации экспедиции к Южному полюсу, и запросил рекомендацию, которая была ему предоставлена.

## Покорение Южного магнитного полюса

### Путь на юг

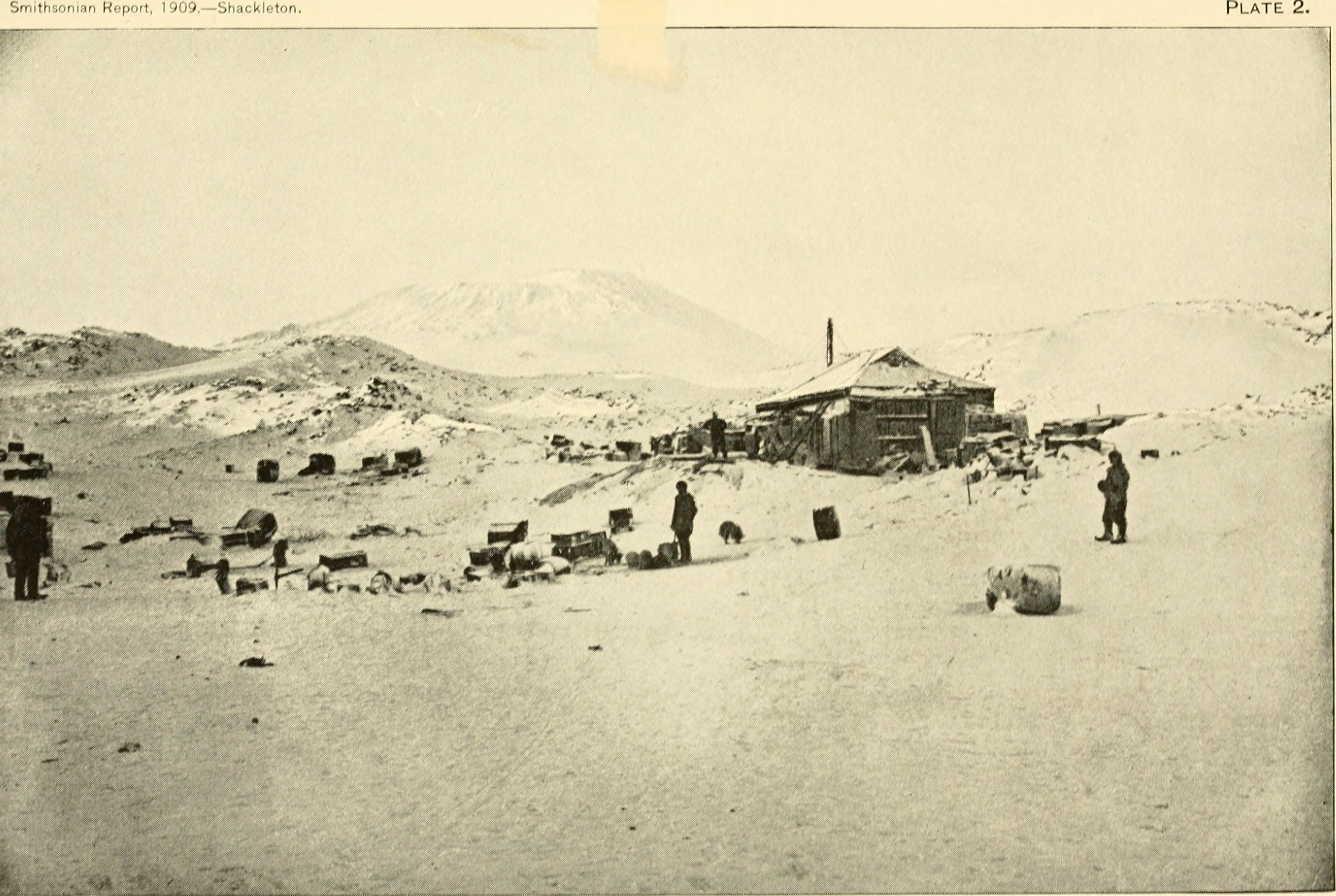
Зимовочный лагерь Шеклтона с видом на Эребус

Эрнест Шеклтон начал планирование собственной экспедиции в Антарктиду в 1906 году, поставив крайне амбициозную цель: одновременно достигнуть Южного полюса и Южного магнитного полюса. Получив негативный опыт в экспедиции Скотта на «Дискавери», Шеклтон сделал ставку на небольшую команду, участники которой исполняют свою долю работы без контроля начальства. При этом у начальника был крайне малый бюджет и ограниченное время, поскольку главная задача экспедиции носила политический характер. Несмотря на советы норвежских полярников, Шеклтон решил сделать основным транспортным средством маньчжурских пони, кроме того, в рекламных целях был взят автомобиль шотландского производства, который был приспособлен для льда и снега. На практике оба средства показали полную бесполезность. Перегруженная шхуна «Нимрод» покинула берега Британии 7 августа 1907 года и должна была достигнуть Новой Зеландии для дозагрузки. Из будущего зимовочного отряда (в который вошло 14 человек) только глава научной группы Джеймс Мюррей и Маккей следовали до Новой Зеландии на борту «Нимрода». Сам Шеклтон, который был должен срочно улаживать финансовые дела, добирался рейсовым лайнером. В состав научной группы вошли также три австралийца: ветеран англо-бурской войны конник Бертрам Армитедж, и геологи профессор Эджуорт Дэвид и его студент Дуглас Моусон. Из Китая были доставлены пятнадцать пони, для ухода за которыми временно задействовали и Маккея, но далее в Антарктиде единолично животными распоряжался Армитедж. По недостатку места на борт в Литтелтоне взяли только девять ездовых собак и десять пони, из которых лишь восемь перенесли морской переход до острова Росса.
Первоначальный план Шеклтона включал использование трёх экспедиционных партий: одна должна была на лошадях исследовать Землю Эдуарда VII, вторая — из шести человек — собственно, достигнуть Южного полюса; третья, предназначенная для достижения Южного магнитного полюса, должна была сначала использовать автомобиль, а затем тащить снаряжение на себе. В результате от высадки на Земле Эдуарда VII пришлось отказаться, а поскольку зиму пережило только четверо тягловых животных, состав южнополярной партии был сокращён до четырёх человек. В первоначальных планах был даже короткий поход на мыс Крозье для исследований императорских пингвинов, но данная идея была реализована только полярной зимой 1911 года во второй экспедиции Скотта. 1 января 1908 года экспедиция отплыла из Новой Зеландии и подошла к Великому ледяному барьеру 23 января. Недостаток угля и окончание полярного лета вынудил Шеклтона остановиться на острове Росса, а так как льды не позволили достигнуть старого зимовья Скотта, экспедиция обосновалась на мысе Ройдс. При выгрузке понадобилась медицинская квалификация Маккея, так как второй помощник Энеас Макинтош повредил правый глаз. Врачам Митчеллу (с «Нимрода»), Эрику Маршаллу и Алистеру Маккею пришлось удалять в полевых условиях то, что осталось от глазного яблока.

### Зимовка

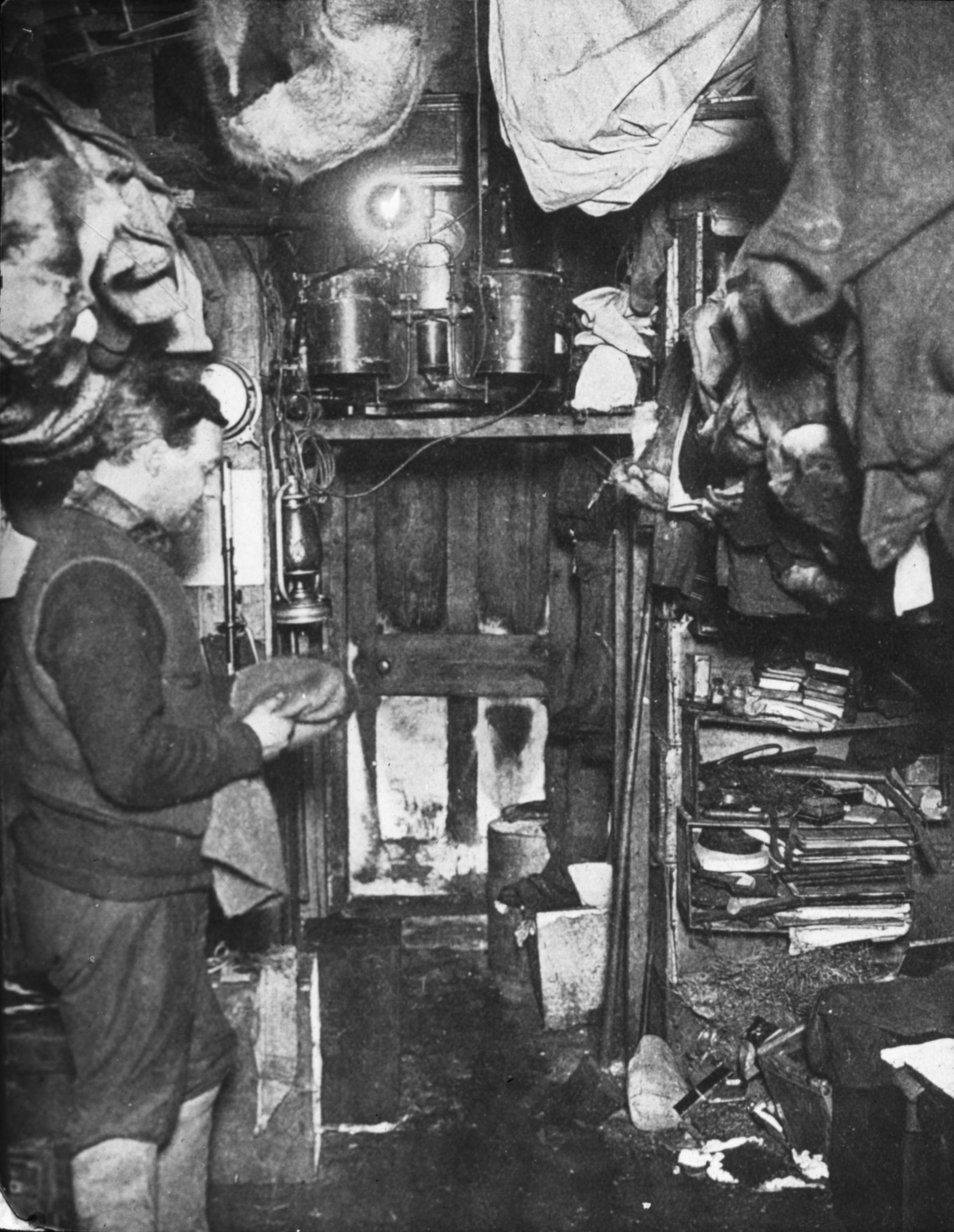
Кок Робертс в его закуте

В зимовочной хижине общее помещение было разгорожено упаковочными ящиками на крохотные закуты; Маккей делил свой с коком Уильямом Робертсом, который в Лондоне служил поваром в «Военно-морском клубе». Шеклтон описывал их обиталище в юмористическом духе:

Позади плиты, против буфетной, находилась кабинка Маккея и Робертса. Её главной особенностью был тяжеловесный шкаф, в котором покоились большею частью носки и тому подобные лёгкие вещи, а единственным тяжёлым предметом был граммофон с пластинками. …Затруднения, которые пришлось испытать Маккею и Робертсу, прежде чем койками стало можно пользоваться, доставили немало развлечения присутствующим. <…> Смех и иронические замечания по поводу его уменья мастерить кровати были ему нипочем; три раза в эту ночь пытался он закрепить свою кровать, но, в конце концов, махнул на это рукой. Позднее, впрочем, ему все-таки удалось устроить прочные крепления, и с тех пор он спал с комфортом.
В начале марта 1908 года Шеклтон задался целью достигнуть вершину Эребуса — действующего вулкана, отрогом которого являлся мыс Ройдс. Восхождение назначили на 5-е число, в «кратерный отряд» вошли австралийцы-геологи Дэвид и Моусон, которым ассистировал Маккей; их должны были страховать первый помощник командира Адамс и картограф Маршалл, а также турист сэр Броклхёрст. Ни один из участников восхождения не обладал альпинистским опытом. Вся операция заняла неделю, кратерный отряд располагал запасами на 11 дней пути, вспомогательный — на шесть (в сумме 600 фунтов, погружённых на нарты). К шести часам вечера расположились лагерем на высоте 800 м при температуре −23 °C, на базе было на десять градусов теплее. На второй день, несмотря на большие заструги, препятствующие восхождению, и каменные осыпи, была достигнута высота 1716 м при температуре −33 °C. Сразу же вскрылся существенный изъян в планировании: на крутом склоне было невозможно буксировать нарты, а в экспедиции не было ни одного рюкзака. Моусон и профессор Дэвид тащили сумки с едой и части от палатки, Маршалл и Броклхёрст также несли еду в кожаных сумках, подвязывая их сбруей от нарт; Адамс волок кухонный аппарат. На каждого приходилось, по крайней мере, 40 фунтов груза. Наутро Адамс решил, что до вершины должны дойти все. Общий отряд на третий день добрался до точки 2655 м; стоял тридцатиградусный мороз, а начавшаяся метель блокировала экспедиционеров на 32 часа — до четырёх утра 9 марта. Палатка была забита снежной пылью, не было возможности разжечь примус, и путешественники, страдая от жажды, сосали шоколад и галеты. Не имевший полярного опыта Броклхёрст (ему только исполнился 21 год) сильно отморозил ноги, и его оставили в старом кратере.
Наконец, в полдень 10 марта участники восхождения достигли вершины Эребуса; на обходы развалов пемзы и вывалов серы ушло 4 километра. На вершине пробыли 4 часа, причём Адамс сумел провести метеорологические измерения и набрал образцы магматических пород. Моусон сфотографировал увиденное, а далее путешественники скользили на задах по ледяным склонам. Сумки с припасами приходилось бросать первыми, а затем откапывать. Базового лагеря достигли в три часа утра 11 марта, и двинулись в зимовочную хижину. Поскольку началась метель, путешественники бросили сани, и достигли хижины в 11 часов утра того же дня, в буквальном смысле полумёртвыми от голода и обморожений. У Адамса даже не было сил сказать Шеклтону «да» на вопрос о достижении, и он показал начальнику большой палец. Маршалл стал отпаивать участников шампанским. Однако пришлось ампутировать Броклхёрсту большие пальцы на ногах. Операцию проводил Маршалл, а Маккей обеспечивал наркоз.
Темперамент Маккея дал о себе знать в августе 1908 года, ближе к концу полярной ночи. В дневнике Маршалла под 3 августа описан следующий эпизод: сосед врача — кок Робертс, поставил ногу на сундук с его вещами, чтобы перешнуровать ботинок. Неожиданно Маккей схватил его за горло, как если бы намеревался задушить. Моусон немедленно разнял противников, и эпизод не получил продолжения. Маршалл, который очень неприязненно относился к начальнику, утверждал в дневнике, что как минимум дважды Эрнест Шеклтон выражал желание «пристрелить Маккея». Впрочем, там же сказано, что «Мак, в общем, нормальный, хотя эксцентричен и обладает взрывным характером».

### Южный Магнитный полюс

#### Первый этап

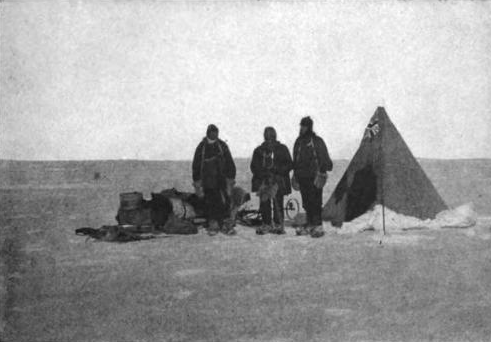
Северная партия на марше

Поскольку восхождение на Эребус и последующая зимовка показали, что Дэвид, Моусон и Маккей ладят друг с другом, Шеклтон решил составить из них Северную экспедиционную партию, назначенную для покорения Южного магнитного полюса. Дэвид и Моусон были опытными полевыми геологами, обладающими навигационными навыками, а Маккей был военным врачом, обладавшим достаточной силой и выносливостью. В начале полярной весны для нужд их партии были заложены два небольших склада на побережье. Профессор Дэвид хотел выступить как можно раньше, чтобы захватить относительно благоприятный для передвижения сезон. Основным источником по результатам данного путешествия был отчёт Эджуорта Дэвида, помещённый во второй том книги Шеклтона «В сердце Антарктики». Биограф Лейф Миллс характеризовал отчёт как «откровенный и детализированный». Однако отчёт лишён всяких подробностей о трениях, которые были неизбежны между тремя индивидуалистами в стрессовой ситуации. Намного позже был опубликован дневник Дугласа Моусона, полный нелицеприятных (но не злобных по тону) выпадов против его научного руководителя Дэвида. Его оригинал хранится в Моусоновском институте антарктических исследований университета Аделаиды. Маккей вёл дневник от 31 ноября 1908 года по 6 февраля 1909 года и он содержит уникальные сведения о взаимоотношениях участников отряда, особенно по кризису начала февраля.

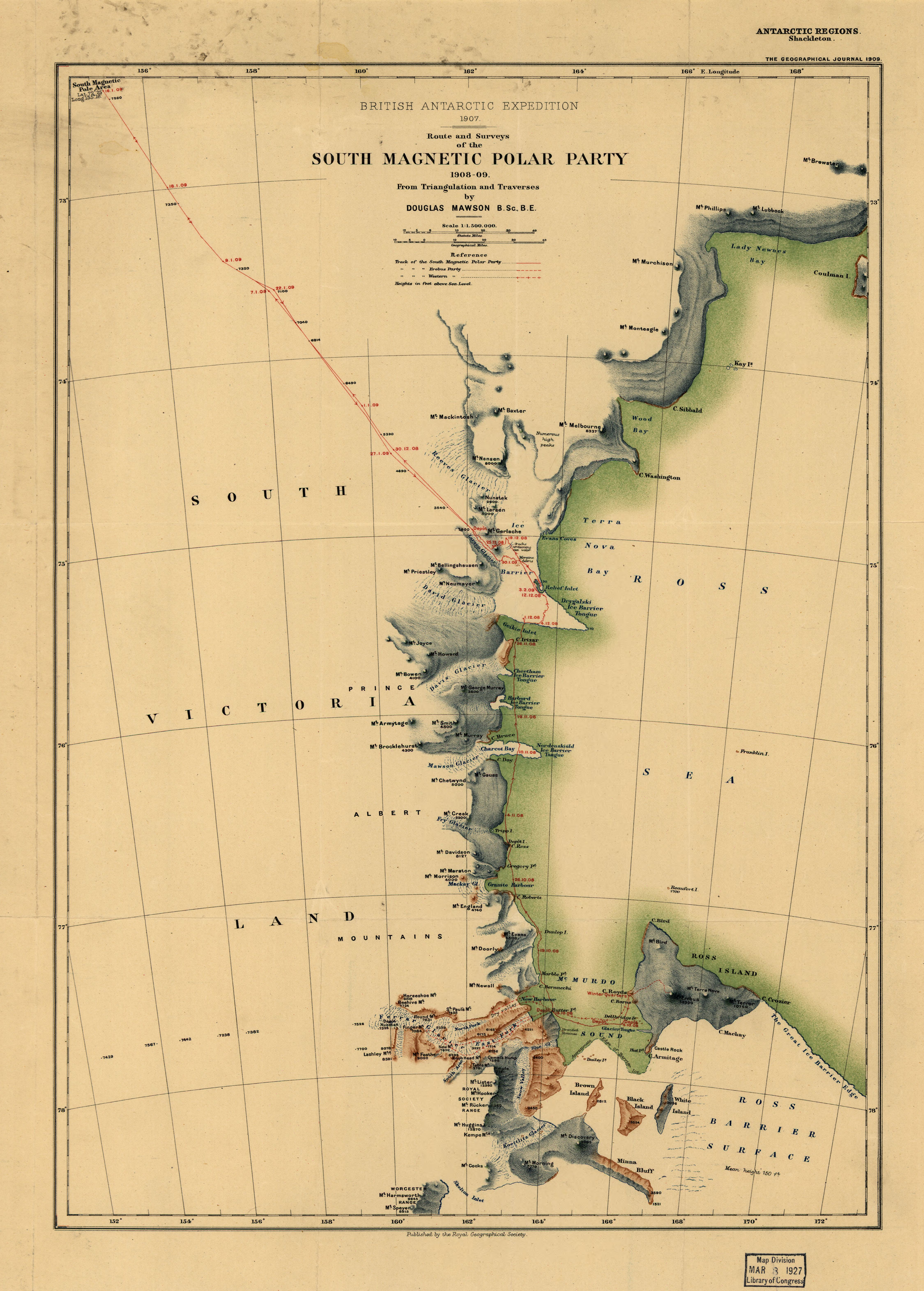
Карта похода Северной партии к Южному магнитному полюсу 1909 года издания

Стартовали после раннего завтрака 5 октября 1908 года. На первом этапе группу Дэвида должны были сопровождать механик-водитель Дэй, геолог Пристли и кок Робертс. Сани должен был тянуть автомобиль, но уже через две мили пути он сломался и более не использовался в экспедиции. Бо́льшую часть пути трём людям пришлось тянуть пару 12-футовых нарт. Основной запас провианта состоял из галет фирмы «Плазмон» из солодовой муки, пеммикана, сахара и шоколада, и весил 710 фунтов (322 кг). Экспедиционеры оказались первыми людьми во внутренних районах Земли Виктории. После окончания оказалось, что суммарно три человека проделали пешком за 122 дня 1260 миль (2027 км), из которых 740 миль были пройдены челночным способом, поскольку даже втроём путешественники могли тянуть только одни нарты. Участники Северной партии были поставлены в экстремальные условия: у них был ограниченный запас провизии и снаряжения, отсутствовала любая поддержка извне, а путь постоянно шёл в гору. Продолжительность путешествия ограничивалась запасами и сроками, когда «Нимрод» мог подойти к побережью для снятия команды, которая должна была состояться раньше, чем прибытие шхуны к мысу Ройдс для эвакуации отряда Шеклтона. Состояние льдов не позволяло оттянуть отправление далее начала марта 1909 года.
В дневнике Моусона указано, что в тройке путешественников «слабым звеном», доставляющим большинство проблем, был 50-летний профессор Дэвид, вдвое старший, чем Моусон, и на двадцать лет старше Маккея. Он не мог тянуть лямку с той же силой и в течение того же времени, что его молодые спутники. Вдобавок, для экономии веса они взяли трёхместный спальный мешок, в котором было невозможно пошевелиться, а Дэвид, из викторианских соображений приличия, залезал в него посередине одетым, и для его крупных коллег почти не оставалось места. Уже 5 октября Моусон писал, что «профессор устал, как собака», и после этого не мог уснуть ночью. Ситуация повторялась следующие два дня. 8 октября Дэвид впал во фрустрацию, трижды в день менял носки, а потом забрался в спальный мешок («один только Бог ведает, что он творит»). Впрочем, уже 9-го числа профессор несколько оправился и постепенно набрал форму. 11 октября он зафиксировал в своём дневнике сильный приступ снежной слепоты, и передал часть своих обязанностей Моусону. 14 октября Маккей предложил использовать брезентовый пол палатки как парус для нарт, это несколько разгрузило Дэвида, и, несмотря на сильную усталость, он активно изучал геологические структуры. В воскресенье, 17 октября путешественники достигли вновь открытого Мыса Бернакки, подняли британский флаг и провозгласили Землю Виктории владением империи. Это не улучшило отношений: на следующий день Моусон жаловался в дневнике, что профессор надевает на себя слишком много слоёв одежды, что способствует утомляемости, вдобавок, он не желал экономить керосин на привалах. 28 октября профессор опрокинул чашку на хронометр, и изводил Моусона и Маккея утренними жалобами на холод и неудобства. Дуглас откровенно писал, что его «тошнит» от поведения научного руководителя. Кроме того, он чрезмерно вычурно выражался, и вместо однозначного «да» или «нет» выдавал разнообразные иносказания. Впрочем, далее в течение трёх недель Моусон не упоминал об эксцентричности профессора. В дневнике Дэвида вообще нет никаких жалоб на отношения с Моусоном и Маккеем, возможно, чтобы не было необходимости редактировать записи для включения в отчёт об экспедиции.

#### Подъём на ледяное плато

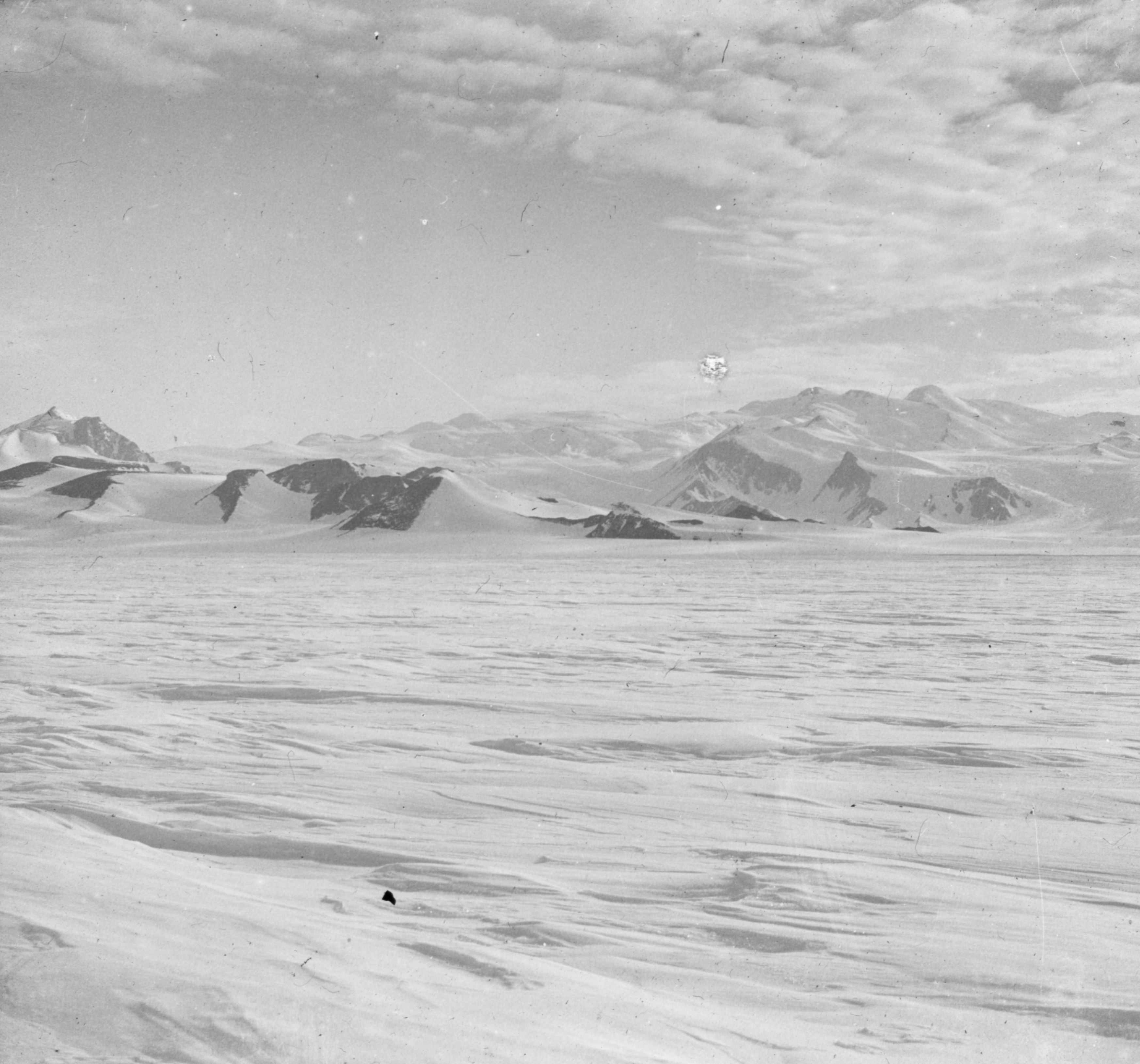
Антарктический ландшафт

22 октября экспедиционеры провели дискуссию о целях похода. В инструкции Шеклтона было перечислено слишком много целей. Геолог Моусон предлагал отказаться от магнитного полюса, и сосредоточиться на составлении геологической карты Земли Виктории и исследованиях сухих долин. Напротив, Дэвид настаивал, что достижение магнитного полюса первостепенно, и ради него можно отбросить всё остальное. Маккей поддержал профессора. Однако к 1 ноября они пришли к выводу, что при имеющихся запасах группа не успеет вернуться к приходу «Нимрода». Дэвид предложил перейти на половинный рацион и двигаться напрямую по Леднику Дригальского, заложив склад для обратного пути. Это позволит тянуть только одни нарты. Вновь открытый Складской остров был обозначен флагом, который действительно был замечен с «Нимрода». Дэвид оставил послание судовой команде, а также письма Шеклтону и своей семье в Австралии. Несмотря на холод и усталость, 5 декабря Маккей добыл тюленя и пингвина, потом ещё одного пингвина, подобравшегося к палатке, убил Моусон. Команда, получив свежее мясо и жир для лампы, решила устроить суточный привал, чтобы отъесться и отоспаться. Это было важно, ибо последующие дни были ненастными, и путешественники неоднократно теряли курс, поскольку визуально небо сливалось со снежной поверхностью суши. 11 декабря Дэвид провалился в трещину, незаметную под снежным мостом, всего в шести ярдах от входа в палатку, но сумел удержаться на руках. Моусон перезаряжал фотоплёнку в палатке, и откликнулся не сразу, но затем вытащил профессора. Ни Моусон, ни Маккей не отразили этого происшествия в своих дневниках; Алистер назвал тот день «удачным», и оценил переход в 3 мили 1000 ярдов. 15 декабря путешественников задержал буран. Всё это время путешественники каждую неделю сменяли друг друга во время кухонных вахт. Маккей предпочитал в свои дежурства готовить на жировой лампе и выдавать побольше мяса пингвинов и тюленей; впрочем, Моусон не ощущал особого преимущества подобной диеты. Более того, 16 декабря Дуглас сообщал в дневнике, что Алистер скверный повар, лентяй и неряха. «Может быть, он прекрасный солдат, но никогда не станет генералом». Дневные переходы 17 и 18 декабря превышали девять миль.
В двадцатых числах декабря погода была постоянно ненастной, и приходилось идти по магнитному компасу. 21 декабря у Маккея случился сильный приступ снежной слепоты, из-за которого он не мог делать записей в течение двух дней, а Дэвид жаловался на усталость ещё за завтраком. На Рождество записи в дневниках были унылыми, Маккей утверждал, что радости праздника не для них. Дэвид записал, что Моусон подарил Маккею немного норвежской осоки (которой выстилали полярную обувь) вместо табака для трубки: запас курева давно закончился. Впрочем, Дуглас свидетельствовал, что профессор измучился и явно потерял энтузиазм к цели их общего похода. 25 декабря дневной переход составил три мили с подъёмом на 2000 футов. 26 декабря было пройдено 8 миль и достигнута высота 3280 футов; на следующий день гипсометр показал 4050 футов, было пройдено 10 миль. У подножья горы Ларсена был заложен продовольственный склад на обратный путь. 28 декабря команда проделала 10 миль на высоте 4650 футов, а 29-го Маккей экзальтированно писал, что они прошли 11 миль, хотя семь градусов по Фаренгейту (−13,89 °C) при бризе были очень некомфортными. Такие же темпы удалось выдержать и 30 декабря. В предновогодние дни Моусон вновь стал осуждать поведение Дэвида, который не желал ничего делать и огрызался на замечания; Маккей по этому поводу не упоминал ничего. 1 января 1909 года все поздравили друг друга с новым годом, сочтя, что день удачнее рождественского: было пройдено 10 миль на высоте 6080 футов при безветрии. В честь праздника Моусон приготовил хуш — сытное блюдо из пеммикана и растёртых сухарей. Впрочем, уже на следующий день Маккей выражал беспокойство, что они не успеют вернуться к побережью в срок, ибо для выдерживания графика должны проходить, по крайней мере, по 15 миль, чего не удавалось ни разу. В последующие восемь дней удавалось проходить по 11 миль за каждый переход, несмотря на усиливающееся изнеможение и постоянное чувство голода. 9 января было пройдено 10 миль; в этот самый день полюсная группа Шеклтона решила повернуть обратно, не дойдя до Южного полюса 180 км. 12 января у всех экспедиционеров случился голодный психоз. Маккей описывал, что они с Моусоном и Дэвидом могли говорить только о еде, и расписывали друг другу два варианта меню — шотландское и йоркширское (из этого графства был родом Моусон) — которое закажет в Сиднее профессор Дэвид. Алистер откровенно писал, что почти готов съесть свои саамские каньги. В этот день Моусон вычислил, что от Южного магнитного полюса их отделяют примерно сорок миль.

#### Возвращение

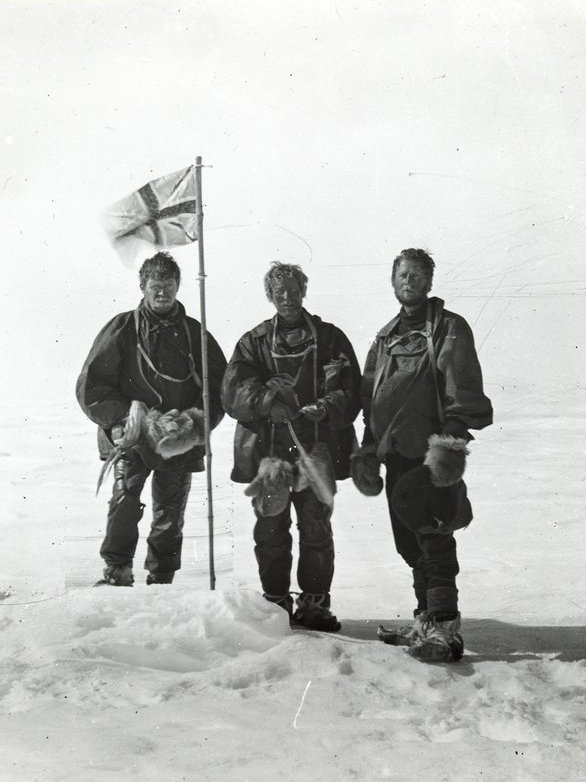
Маккей (слева), Дэвид и Моусон на Южном магнитном полюсе 16 января 1909 года

16 января 1909 года команда достигла своей цели. Чтобы не изнурять себя, последние шесть миль прошли налегке. Вернувшись в свой лагерь, Моусон поставил «Юнион Джек» и настроил фотоаппарат на автовзвод, получив снимок троих участников похода. Огромный душевный подъём позволил экспедиционерам пройти в эти сутки 24 мили. Предстояло пройти ещё 260 миль обратно до побережья. 17 января Маккей зафиксировал переход в 16 миль; этот темп выдерживался и в последующие дни. Однако у всех участников похода нарастала нервозность. 19 января Моусон положил ради эксперимента сахар в хуш, и разругался по этому поводу с Маккеем. Шотландец извинялся, и записал об этом в дневнике; Моусон не счёл инцидент заслуживающим записи, а Дэвид назвал их «двумя чужаками». 20-го числа Моусон предложил выдавать полный паёк, поскольку от голода и усталости полярники не могли спать на привалах. До 27 января удавалось пройти от 14 до 16 миль за переход при сильных ветрах и двадцатиградусном морозе. 30 января полярники исчерпали все свои возможности: Моусон жаловался на сильные боли в ноге, которые сравнивал с «агонией», обычно сдержанный Дэвид «вскипел», когда Маккей обозвал его «болваном» (bloody fool). Несмотря на склоки, 1 февраля путешественники достигли ледника Нансена; Моусон, несмотря на снежную слепоту, исполнял обязанности повара. На следующий день прохудились ботинки Дэвида, а Маккей считал, что его психическое состояние далеко от нормального. На этом основании 3 февраля Алистер предложил Дэвиду сложить полномочия и передать начальство над партией Моусону. Дэвид излагал историю в другом ключе: полярники были сильно истощены, и достигнув берега, активно занялись охотой на пингвинов и тюленей. Понимая, что Моусон наименее пострадал физически, Дэвид предложил ему возглавить спасательную партию, если они не успеют дойти до «Нимрода». Об угрозах Маккея объявить его недееспособным профессор умолчал. Больше всего их беспокоило, что судно не будет ждать позднее 12 или 14 февраля.

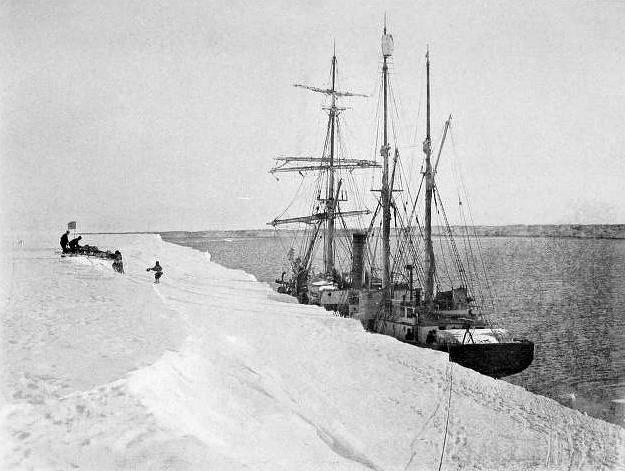
«Нимрод» принимает Северную партию у ледника Дригальского

6 февраля, когда команда готовила тюленя на жировой печи, Моусон услышал выстрелы. Когда путешественники бросились к побережью, австралиец провалился в трещину глубиной в 20 футов. Он был привязан к остальным, но сил Дэвида и Маккея не хватило, чтобы его вытащить. Помощник командира «Нимрода» Дэвис распорядился положить поперёк сходни, спустился с них, и вытянул геолога. Маккей не упомянул об этом в дневнике. Офицер Фредерик Эванс описывал экспедиционеров как «ненормально худых», кожа их «приобрела цвет чёрного дерева», а руки «напоминали птичьи лапы». 7 февраля «Нимрод» вышел к мысу Ройдс, к которому из-за сплочённых ледовых полей смог подойти только через четыре дня. Несмотря на задержку, капитан Эдвард Эванс не стал посылать на береговую базу санную партию. Отношения трёх полярников были испорчены до такой степени, что ни Моусон, ни Дэвид не нашли в своих отчётах добрых слов для Маккея. Нет также никаких свидетельств, что в оставшуюся часть экспедиции они вообще общались друг с другом. Биограф Лейф Миллс отмечал, что в тяжелейшем путешествии именно Маккей сделал жировую лампу и убил и освежевал большую часть добытых тюленей и пингвинов, предложил идею паруса для саней и помогал выбираться товарищам из трещин.

### С юга на север

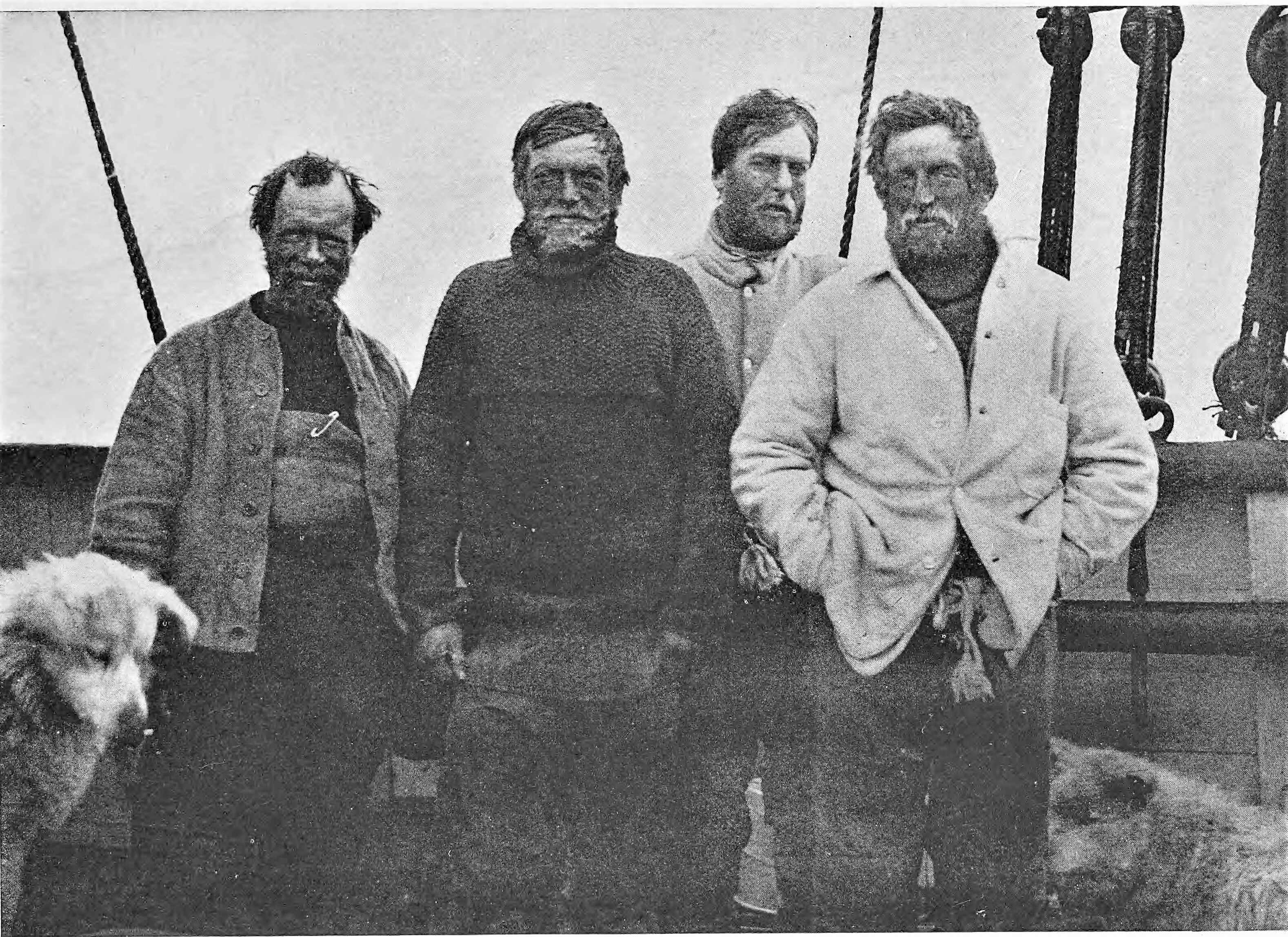
Спутники Шеклтона после прибытия на борт «Нимрода»

После посадки на борт «Нимрода» Маккей возобновил ведение дневника (добавив в запись от 15 февраля резюме предыдущей недели). Он зафиксировал, что офицер Харборд сделал ему выговор за чтение выдержек из дневника своим товарищам, на том основании, что по контракту монополию на все информационные материалы участников команды держал Шеклтон, в свою очередь, связанный договором с газетой «Daily Mail». Алистеру пришлось сдать книжку походного дневника. В кают-компании Моусон, Дэвид и Маккей сразу накинулись на еду (включая плам-пудинг и ирландское рагу), из-за которой шотландец мучился желудочными болями, и сам же разработал восстановительную диету, по которой первые три дня в цивилизованной обстановке следовало потратить на восстановление нормальной пищеварительной функции. Находившийся на борту Мюррей огласил приказ Шеклтона: если полюсная группа не вернётся в срок, начальником спасательного отряда назначался Моусон, все участники партии которого должны быть добровольцами. Группа формировалась на мысе Хат. Тем временем Маккей поссорился с капитаном Эвансом и выразил ему 27 февраля письменный протест. Эванс считал Шеклтона погибшим и не хотел рисковать заморозить «Нимрод» в Антарктиде и остаться на вынужденную зимовку. Моусон при этом поддержал Маккея, настаивая, что судьбу Шеклтона следует прояснить немедленно. После всех скандалов в ночь на 4 марта баркентина последовала к мысу Хат, где были замечены на берегу Шеклтон и Уайлд, которые отделились от Адамса и Маршалла, находившихся в худшей физической форме. Командир немедленно принял на себя полномочия, и отрядил Моусона, Маккея и кочегара Макгиллана на спасение оставшихся участников похода на Юг. Пройдя 25 миль, они нашли палатку с заболевшим Адамсом, за которым ухаживал Маршалл. В их отсутствие произошла стычка Эванса, который не желал ждать, и Шеклтона. Наконец, 5 марта вся команда собралась на борту «Нимрода», и двинулась в Южный океан. Маккей по инерции вёл дневник вплоть до 21 марта; команда прибыла в Литтелтон 24-го.
Перед отправлением Маккей отколол глыбу гранита, которую повёз как сувенир об Антарктиде. Когда Марстон и Мюррей в 1913 году опубликовали популярную книгу «Дни в Антарктиде», Маккей участвовал в издании как составитель краткого сборника морских баллад-шэнти, помещённом в приложении. Судя по дневнику, его привлекала возможность ещё раз участвовать в антарктической экспедиции, но планы так и не осуществились.

## На берегу
Алистер Маккей подал в отставку из военно-морского флота. Его положение в 1909 году более или менее известно из письма художнику Джорджу Марстону. Алистер поселился у замужней сестры в Ланаркшире, поскольку стеснённый в средствах Шеклтон смог заплатить гонорар только в 100 фунтов стерлингов. В конце концов Маккей устроился врачом в шотландской судовой компании «Хендерсоны из Клайда», которая поддерживала сообщение с Австралией и Новой Зеландией, Дальним Востоком и Левантом, перевозила грузы и эмигрантов, но не располагала пассажирскими лайнерами. Подробности его работы неизвестны, но по косвенным данным ясно, что он побывал в Бомбее, Коломбо и Рангуне. После возвращения из очередного рейса Маккей пустился в запой, даже отклонил приглашение Марстона на свадьбу (19 декабря 1912 года). Из того же письма к Марстону известно, что к тому времени Алистер уже год пытался лечиться от алкоголизма в лечебнице графства Файф. В начале 1913 года художник и врач обменялись объёмными письмами. Маккей жаловался, что приобрёл определённую репутацию и не может найти работу, думал перебраться в Южную Африку. Из соображений экономии врач устроился на птицеводческую ферму, на которой работали более двадцати человек — бывшие наркоманы и алкоголики. Больше не сохранилось следов общения Маккея с Марстоном. Судьбу Алистера решила Канадская арктическая экспедиция, организуемая в 1913 году Вильялмуром Стефанссоном. Рекомендацию Маккею дал его соотечественник Уильям Брюс.

## Последняя экспедиция

### Плавание на Аляску

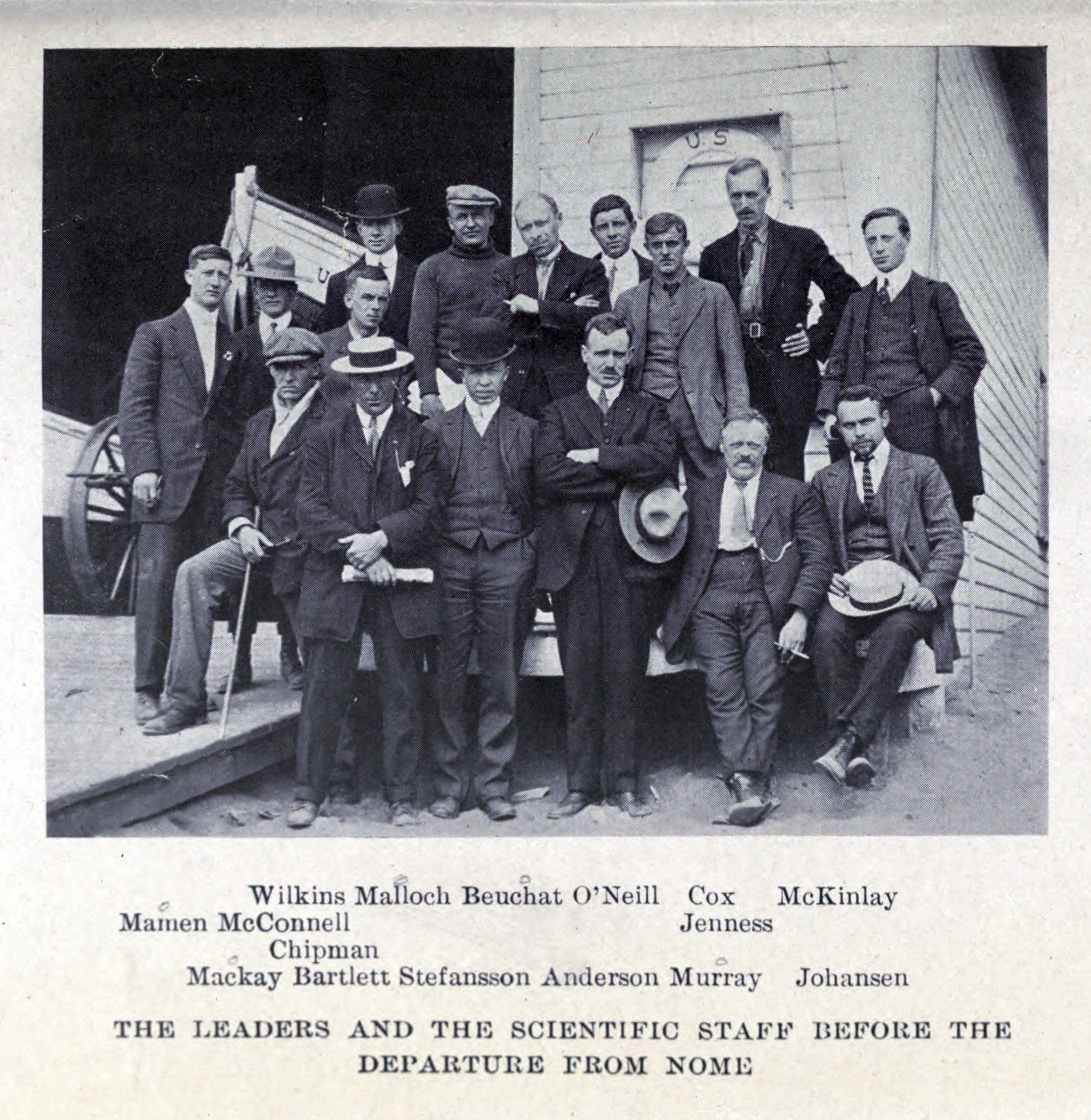
Офицеры и учёные Канадской экспедиции. Маккей в кепке и с палкой стоит слева в переднем ряду, рядом с ним капитан Бартлетт (в соломенной шляпе) и глава экспедиции Стефанссон в котелке

Экспедиция Стефанссона в первую очередь преследовала практические цели: отыскание постоянной грузовой трассы из Тихого в Атлантический океан через северное побережье Канады. Основные спонсоры были американскими, Национальное географическое общество и Американский музей естественной истории предоставили 45 000 долларов, чего было недостаточно. Только после того, как подключилось канадское правительство, экспедиция могла отправляться. Благодаря этому существенно расширился состав и цели экспедиции: группа Стефанссона на баркентине «Карлук» должна была исследовать северо-западный морской путь. Ранее такой же план предлагал и Шеклтон. В конечном итоге экспедиция включала три судна, которые решали разные научно-практические задачи. Командиром «Карлука» был назначен Роберт Бартлетт, который раньше командовал экспедиционными судами Роберта Пири и участвовал в его путешествии к Северному полюсу в 1909 году. На борту баркентины пошёл биологом Джеймс Мюррей, который удовлетворял главному требованию Стефанссона — быть серьёзным учёным с опытом пребывания в полярной экспедиции. Члены научной группы получили жалованье в размере 60 канадских долларов в месяц.
«Карлук» отплыл под командой Бартлетта из порта Виктория 17 июня 1913 года; начальство прибыло на борт только 8 июля в Номе на Аляске. В портах Аляски экспедиция задержалась из-за неразберихи с приобретением третьего судна и закупки недостающих припасов. 4 августа «Карлук» был блокирован льдами в 25 милях от мыса Барроу. Стефанссон с двумя эскимосами решил добраться по льдам до фактории на мысе Смита, с собой он взял и Маккея, это был его первый опыт передвижения по дрефующему льду. Они закупили дополнительные меха и каяки, и благополучно возвратились на борт. Вскоре льды разошлись, и Бартлетт двинулся к острову Хершел, на котором должны были встретиться все три экспедиционных судна. Однако в двух днях пути льды сомкнулись и дрейф возобновился. В августе — сентябре скорость дрейфа непрерывно возрастала: от 20 до 60 миль в сутки. Моральное положение на борту было далеко от мирного: судовая команда и научная группа не общались друг с другом и все были недовольны руководством Стефанссона. Маккей с Мюрреем занимали каюту напротив капитанской. Свободное время заполнялось турнирами по бриджу и даже боксёрскими поединками, в которых принимал участие и Маккей. Когда стало очевидным, что «Карлук» не освободится в этом году, Стефанссон 12 сентября направил капитану Бартлетту официальное письмо, в котором предлагал оставить судно во льдах и попытаться всей командой пройти до побережья Аляски или даже острова Хершел, на котором был устроен главный экспедиционный склад. Далее было решено, что начальник возьмёт небольшую партию людей, чтобы заготовить больше мяса. Стефанссон желал поохотиться на карибу в районе устья реки Колвилл. Его сопровождали: секретарь экспедиции Даймонд Дженнесс, фотограф Джордж Уилкинс и два эскимоса. Стефанссон покинул судно 20 сентября, но из-за шторма ледовое поле с вмороженной в него баркентиной было унесено на восток, и люди не имели возможности вернуться на судно. Команда Стефанссона без потерь добралась до мыса Коллинсон близ острова Флаксман, куда благополучно добрались остальные экспедиционные суда — 30-тонная «Аляска» и «Мэри Сакс».

### Незапланированный дрейф. Гибель

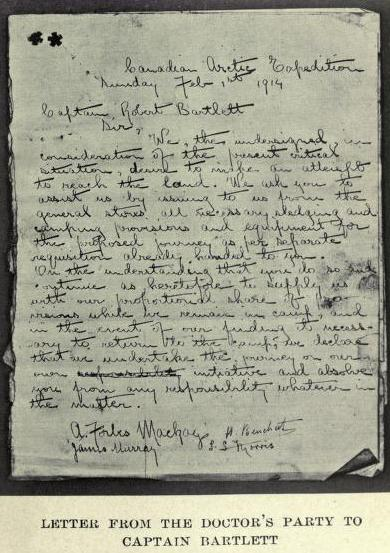
Письмо от 1 февраля 1914 года, подписанное Маккеем и его спутниками

Оставшаяся на «Карлуке» команда продолжала дрейф. Через два дня после отправления Стефанссона попытку выхода предпринял норвежец Бьярни Мамен в сопровождении Алистера Маккея, но они вернулись через два дня, не выдержав ледовых условий. Вплоть до конца октября лёд был чрезвычайно изломанным; вдобавок оказалось, что сезон 1913 года был едва ли не самым холодным за всю историю наблюдений. Корпус судна был повреждён после ледового сжатия, команду изнуряла ежедневная откачка воды из трюмов и опасение за будущее их корабля. 12 ноября началась полярная ночь. Бартлетт распорядился обустроить на льду эвакуационный склад, куда перенесли провиант, лодки, уголь и стройматериалы. В декабре ударили сильные морозы, достигавшие −32 °F (−35,56 °C). Баркентина была полностью погребена подо льдом, и не существовало ни малейшей возможности передать известия во внешний мир. Бартлетт предпринимал усилия, чтобы поднять дух экипажа, например, на Рождество был устроен торжественный ужин для всей команды. 31 декабря 1913 года капитан рассчитал, что судно прошло всего в 65 милях от острова Геральд, а остров Врангеля находится в 39 милях. 1 января 1914 года началось сильное ледовое сжатие, которое неоднократно повторялось в следующую декаду. 10 января под напором льда была получена пробоина в машинном отделении, которое оказалось полностью затопленным. Капитан отдал приказ об эвакуации. Все припасы, которые удалось вытащить с тонущего судна, были доставлены в эвакуационный лагерь. Поскольку судно всё ещё удерживалось льдами на плаву, в последующие дни удалось снять с борта «предметы роскоши», например, граммофон и 150 грампластинок (одна с траурным маршем Шопена). Когда «Карлук» окончательно затонул, Бартлетт включил именно эту запись. Далее команде предстояло выживать во льдах. Участники экспедиции много рассуждали о том, что повторяют судьбу Джорджа Де Лонга. 21 января капитан Бартлетт окончательно принял решение направить партию людей к острову Врангеля: четверых лыжников с тремя нартами, запряжёнными восемнадцатью собаками. Были отобраны первый помощник Андерсон, второй помощник Бейкер и матросы Брэди и Кинг. Позднее оказалось, что они достигли своей цели. Когда же Бартлетт отправил им на помощь ещё трёх людей, они погибли, и их останки были найдены только осенью 1924 года.
В конце января 1914 года Алистер Маккей также предложил Бартлетту отпустить его в составе группы лыжников для достижения острова Врангеля и, если повезёт, сибирского берега. В спутники шотландец наметил Мюррея, этнографа Анри Боша (Henri Beuchat) и матроса Стэнли Морриса. 25 января закончилась полярная ночь, 1 февраля было датировано официальное письмо за подписями Маккея и его спутников:

Мы, нижеподписавшиеся, принимая во внимание создавшееся критическое положение, хотим сделать попытку добраться до берега и просим вaшeгo разрешения снабдить нас из общих складов упряжкой и лагерным снаряжением для предстоящего путешествия. Полагаем, что, сделав это, вы будете выдавать нам пропорциональную долю продовольствия во время нашего пребывания в лагере, если мы будем вынуждены вернуться. Мы принимаем путешествие на свой собственный риск и освобождаем вас от ответственности, что бы с нами ни случилось.
Путники брали с собой палатку и спальные мешки, но у них не было примуса, и пришлось использовать походную угольную печку с тяжёлым запасом топлива (6 галлонов каменноугольной смолы). Было взято 82 кг пеммикана разных сортов, 56 кг сухарей, 12 кг сахара, и так далее. Снаряжения было достаточно для пятидесятидневного похода, но его масса превышала физические возможности четырёх человек, не имеющих ездовых собак.
Путешественники вышли утром 5 февраля, их сопровождали стюард Эрнест Шафе и матрос Хью Уильямс, который заложил на льду склад на случай возвращения. Шафе отмечал, что Маккей и Мюррей поняли, что нарты перегружены, и решили оставить половину груза, чтобы затем за ним вернуться по челночной схеме. Через десять дней Шафе с двумя эскимосами выступил в разведочный поход и утверждал, что 15 февраля в двадцати милях от острова Геральд встретил Мюррея, Маккея и Морриса, находившихся в состоянии крайнего изнурения. Половину припасов они утопили в процессе переноски, спальные мешки были мокрыми, одежда покрылась коркой льда, а Моррис порезал руку, когда вскрывал жестянки с пеммиканом, рана загноилась. Эрнест Шафе предложил помочь им вернуться. Маккей с Мюрреем отказались, но приняли запас тюленины, добытой эскимосами. На обратном пути Шафе встретил Анри Боша, который сторожил припасы для переноски. Его обувь была сильно повреждена, не было рукавиц, а руки были сильно поморожены. Он выглядел «полупомешанным», и, вероятно, страдал от гипотермии. На предложение эвакуировать его Боша не отреагировал. Эрнест Шафе произвёл определение координат точки, в которой встретил путешественников, рассчитывая пополнить запасы и попытаться спасти их. В своём отчёте Шафе отмечал, что подозревал у Морриса заражение крови, и предполагал, что Боша должен был умереть той же ночью или на следующее утро. Дальнейшая судьба путников навсегда осталась неизвестной, лишь во время эвакуации на остров Врангеля на льду был найден чёрный матросский шарф, который признали принадлежавшим Моррису.
19 февраля Роберт Бартлетт с эскимосом и упряжкой из семерых собак лично выступил на остров Врангеля, и 4 апреля достиг якутского побережья. Далее он прошёл берегом до Берингова пролива, где местные эскимосы помогли ему добраться до Нома на Аляске. Лишь со второй попытки Бартлетт подобрался к острову Врангеля, и вытащил остатки своего экипажа. Из оставшихся людей к тому времени умерли ещё трое; таким образом, общее число жертв достигло одиннадцати. Магнитолог Уильям Маккинли, выживший на острове Врангеля, и пошедший на Западный фронт, в апреле — августе 1915 года переписывался с матерью Маккея, у которой на войне погибли ещё двое сыновей. Она пыталась обращаться в канадское правительство с просьбой организовать поисковую экспедицию, но даже не получила ответа. После 1914 года семьям погибших канадское правительство перестало перечислять положенное жалованье, не давая при том никаких разъяснений. Алистер Маккей был юридически признан покойным лишь 5 июля 1921 года.
Бартлетт в своей автобиографии, опубликованной в 1928 году, заявил, что не собирается обсуждать действий Шафе. Поскольку не было известно о состоянии ещё двух ранее отправленных санных групп, оставшаяся команда не могла рисковать, выступив на спасение Мюррея и Маккея, и сам капитан не стал отдавать приказа о поисках. Вдобавок, дрейф льда в восточном направлении резко увеличил скорость. По мнению биографа Лейфа Миллса, если бы Маккей, Мюррей и их спутники не настаивали на самостоятельном походе, а действовали бы под началом опытного полярника и навигатора Бартлетта, у них были бы все шансы дожить до эвакуации из Арктики. С другой стороны, Миллс предположил, что в физическом и психическом отношении именно Маккей был самым слабым из всей четвёрки, как из-за особенностей темперамента, так и из-за того, что его организм был ослаблен многолетней алкогольной зависимостью. Его гибель на пути к острову Врангеля не может быть исключена и в любом другом раскладе. Сотрудник университета Виннипега Баннет Райклинг назвал отказ Маккея и Мюррея повернуть обратно в лагерь Бартлетта завуалированной формой самоубийства.

## Память. Историография
Ранняя гибель Маккея (который буквально недели не дожил до своего 36-летия) не привела к его забвению, он упоминается в любой биографии Шеклтона и Моусона, а также остался в истории полярных исследований. В честь полярника в Антарктиде был назван Ледник Маккея на 76° 58' ю. ш. 162° 00' в. д., а также ледниковый язык Маккея (76° 58' ю. ш. 162° 20' в. д.).
Первое более или менее обстоятельное описание биографии и деятельности А. Маккея было создано в 2008 году британским политиком и биографом Лейфом Миллсом, который ранее впервые напечатал жизнеописание Фрэнка Уайлда. Книга Миллса содержала также биографию другого малоизвестного полярника-шотландца — Сесила Мирза. По замечанию рецензента — Дэвида Уолтона (Британская Антарктическая служба) — главную сложность составляла крайняя ограниченность доступной источниковой базы по обоим героям. Сохранившийся дневник Маккея, описывающий события похода к Южному магнитному полюсу, был полностью включён в текст книги и позволил воссоздать «эпический» подвиг. Маккей предстал в биографии как малоприятная личность, плохо приспособленная к суровым испытаниям полярных экспедиций, что подтверждается и его гибелью в неподготовленном рывке по дрейфующим льдам. Недоумение рецензента также вызвало неиспользование материалов по биографии профессора Дэвида, с которым у Маккея были сложные отношения, а также отсутствие в библиографии факсимильных изданий шеклтоновского журнала Aurora Australis, в котором были помещены и публикации Маккея, на которые даны отсылки в тексте.
16 октября 2013 года Полярная медаль и королевская Южноафриканская медаль Маккея были парой проданы с аукциона «Bonhams». Ранее они составляли часть коллекции доктора А. Ллойда, главы Бирмингемского общества медалистов и сотрудника Исследовательского общества орденов и медалей. Как коллекционер, он специализировался на военных врачах и медсёстрах.